# Щеглов, Гордей Эдуардович
Горде́й Эдуа́рдович Щегло́в  (род. 10 января 1969, Минск) — белорусский священнослужитель, иерей Русской православной церкви, церковный историк, кандидат богословия, доктор церковной истории, профессор, преподаватель кафедры церковной истории и церковно-практических дисциплин и член учёного совета Минской духовной академии.

## Биография
Родился 10 января 1969 года в городе Минске в семье художников.
В 1986 году окончил среднюю школу № 139 города Минска.
С 1986 по 1994 год обучался на отделении графического дизайна художественно-промышленного факультета Белорусской академии искусств.
С 1987 по 1989 год, в период учёбы, призывался на срочную военную службу, которую в звании матроса нёс в составе Военно-морского флота вооружённых сил СССР.
С 1994 года, после окончания Академии, работал художником.
В 1997 году поступил на второй курс Минской духовной семинарии, которую окончил в 2001 году с академической степенью бакалавра богословия.
В 2004 году окончил Минскую духовную академию, успешно защитив диссертацию на соискание ученой степени кандидата богословия.
В 2004 году был назначен на преподавательскую должность в Минскую духовную семинарию
С 2005 года начал читать лекции в Минской духовной академии.
С 2006 по 2008 годы приглашался для чтения лекций в Академию управления при Президенте Республики Беларусь.
Весной 2008 года стал лауреатом премии имени профессора В. В. Болотова II степени.
В сентябре 2008 года защитил диссертацию на степень магистра церковной истории: «Степан Григорьевич Рункевич (1867–1924). Жизнь и служение на переломе эпох». Книга с одноимённым названием в 2009 году удостоена премии имени митрополита Московского и Коломенского Макария (Булгакова).
В 2010 году присвоено звание доцента Минской духовной академии.
В 2010 году стал членом Союза Писателей Беларуси.
4 августа 2012 года был рукоположён в диакона РПЦ.
14 декабря 2012 года митрополитом Минским и Слуцким Филаретом рукоположён в иерея и назначен на служение в храм Святителя Николая Японского в городе Минске.
Согласно решению Высшего Церковного Совета от 17 июня 2014 года удостоен ученой степени доктора церковной истории.
В 2015 году присвоено звание профессора Минской духовной академии.
В 2017 году по состоянию здоровья вышел за штат  с правом служения, будучи причислен к церкви святителя Николая Японского в Минске.
Автор более 130 научных, научно-популярных, и публицистических работ по истории Русской православной церкви.

### Книги
- Преосвященный Виктор Садковский, первый Минский Архиепископ / Г. Э. Щеглов. – Минск: Издательство Белорусского Экзархата, 2007. – 134 с. Тираж 1000 экземпляров.
- Год 1863. Забытые страницы / Г. Э. Щеглов. 3-е изд., испр. и доп. – Минск : ВРАТА, 2013. – 128 с. : ил.
- Светильник Христов. [Жизнеописание священномученика Иоанна (Пашина)]  / Г. Э. Щеглов ; второе издание, дополненное. – Минск: Православное Братство в честь Святого Архистратига Михаила в г. Минске, 2008. – 95 с. + 34 с. илл. Тираж 1200 экземпляров.
- Степан Григорьевич Рункевич (1867—1924) : жизнь и служение на переломе эпох / Г. Э. Щеглов ; Минская духовная акад. им. Святителя Кирилла Туровского, Минская духовная семинария им. Вселенских Учителей и Святителей Василия Великого, Григория Богослова, Иоанна Златоуста. – Минск : Врата, 2008. – 435 с., [20] л. ил., портр., факс. : портр.; 22 см.; ISBN 978-985-6912-02-6
- Священномученик Димитрий Павский / Г. Э. Щеглов ; Комис. по канонизации святых Белорусской православной церкви. – Минск : Православное братство в честь святого архистратига Михаила, 2008. – 37 с. : ил.; 20 см.; ISBN 978-985-6484-65-3
- Печальник о благе народном : жизнь и литературные труды Дмитрия Гавриловича Булгаковского / Г. Э. Щеглов ; Минск. духов. акад. им. Свт. Кирилла Туровского [и др.]. - Минск : Белорусская Православная Церковь, 2009. - 269, [2] c., [16] цв. ил., факс. : портр. ; 23 см.. - Библиогр.: с. 234-270 (321 назв.)
- Хранитель. Жизненный путь Федора Михайловича Морозова / Г. Э. Щеглов ; Мин. духов. акад. им. Свт. Кирилла Туровского. - Минск : Врата, 2012. - 364, [1] с., [73] л. ил., цв. ил., портр., факс. ; 25 см.. - Печ. тр. Ф. М. Морозова: с. 317 (4 назв.). - Библиогр.: с. 317—328 и в подстроч. примеч.. - Аннот. имен. указ.: с. 329—363
- Боевой путь передового перевязочного отряда имени преподобного Серафима Саровского (1915–1917) / священник Гордей Щеглов. – Минск: ВРАТА, 2013. – 112 с.: ил.
- Отнятый крест / священник Гордей Щеглов. – Минск: Братство в честь Святого Архистратига Михаила в г. Минске Минской епархии Белорусской Православной Церкви, 2013. – 40 с.: ил.
- История и чудеса Ва́ськовской иконы Божией Матери / священник Гордей Щеглов. – Минск: Братство в честь Святого Архистратига Михаила в г. Минске Минской епархии Белорусской Православной Церкви, 2013. – 82 с.: ил.
- Первый Серафимовский: история одного лазарета в событиях и лицах (1914—1918) / священник Гордей Щеглов. – Минск: Братство в честь Святого Архистратига Михаила в г. Минске Минской епархии Белорусской Православной Церкви, 2014. – 316 с.: ил.
- Путь до конца: история Серафимовского лазарета на Кавказском фронте (1915—1920) : [монография] / Священник Гордей Щеглов ; Минская духовная акад. им. Святителя Туровского, Каф. церковной истории и церковно-практических дисциплин. - Минск : Братство в честь Святого Архистратига Михаила в г. Минске Минской епархии Белорусской Православной Церкви, 2014. - 222 с. : ил., портр., факс., цв. ил.; 26 см.; ISBN 978-985-6978-79-4 : 100 экз.
- Знаменитые выпускники Минской духовной семинарии: биографический справочник / священник Гордей Щеглов. – Жировичи: Минская духовная семинария, 2016. – 192 с.: ил.
- Ветвь плодовитая: О научно-литературных трудах протоиерея Федора Кривоноса / священник Гордей Щеглов. – Минск: ВРАТА, 2016. – 40 с.: ил.
- Федор Серно-Соловьевич: православный белорусский публицист. Биобиблиографический очерк / священник Гордей Щеглов. – Минск: Издательство Минской духовной академии, 2017. – 64 с.
- Платон Горючко: биобиблиографический очерк / священник Гордей Щеглов. – Минск: Издательство Минской духовной академии, 2017. – 32 с
- Полигон = Firing range = Firing range : история Скобелевского военного лагеря / Владимир Лиходедов, Владимир Пефтиев, Гордей Щеглов. - Минск : Звязда, 2017. - 173 с. : ил., цв. ил., портр.; 33 см. - (В поисках утраченного = Looking for lost values).; ISBN 978-985-575-143-5 : 700 экз.
- Церковь святого Александра Невского в Минске: воинский период : к 120-летию освящения храма / священник Гордей Щеглов. - Минск : Изд-во Минской духовной акад., 2018. - 98 с. : ил., цв. ил., портр.; 21 см.; ISBN 978-985-7145-19-5 : 100 экз.
- Военные храмы Минска / священник Гордей Щеглов. – Минск: Издательство Минской духовной академии, 2018. – 96 с.: ил.
- Монографии и исследования Минской духовной академии. - Минск : Изд-во Минской духовной акад., 2020-.

Т. 6: Дневник архиепископа Минского и Бобруйского Михаила (Голубовича). 1865-1867 гг. / публикация, комментарии и вступительная статья иерея Гордея Щеглова. - Минск : Изд-во Минской духовной акад., 2020. - 215 с. : портр.; 21 см.; ISBN 978-985-7145-43-0 : 99 экз.
- Жыровічы: пад святым Пакровам = Жировичи: под святым Покровом = Zhyroviche: under the holy Veil : энцыклапедыя / рэдакцыйная калегiя: В.У. Ванiна [i iнш.]. - Мiнск : Беларуская энцыклапедыя, 2020. - 228, [3] с. : ил., цв. ил., портр., карты, факс. ; 24х24 см.. - Библиогр. в конце ст.
- Священник Константин Прокопович : жертва восстания 1863 года / иерей Гордей Щеглов. – Жировичи : Издательство Минской духовной семинарии, 2023. – 37 с. ISBN 978-985-7028-38-2.
- Священник Роман Рапацкий : жертва восстания 1863 года / иерей Гордей Щеглов. – Жировичи : Издательство Минской духовной семинарии, 2023. – 37 с. ISBN 978-985-7028-37-5.
- Памяти историка: научное, публицистическое и литературное наследие протоиерея Федора Кривоноса / священник Гордей Щеглов. - Жировичи : Издательство Минской духовной семинарии, 2023 - 63 с. : цв. ил., портр., факсим. ; 20 см
- Из истории одной московской семьи: Прокоповичи из Нобеля на Полесье / священник Гордей Щеглов. - Москва ; с. Старая Потловка, Пензенская обл. : Спасское дело, 2024 (Ульяновск). - 196, [1] с., [4] л. ил., цв. ил., портр.; 18 см.; ISBN 978-5-6051369-0-3 : 300 экз.
- Борис Николаевич Жукович (1874–1938): судьба забытого археографа / священник Гордей Щеглов. – Минск : Ковчег, 2024. – 80 с. : ил.

### Статьи
- Доктор церковной истории С. Г. Рункевич. Детство и годы учебы / Г. Э. Щеглов // Сборник работ студентов Минской Духовной Академии и Семинарии «Экспромт». – 2003. – № 3. – С. 74–105.
- Панихида через 88 лет / Г. Э. Щеглов // Радзiма. – 2003. – № 62. – С. 3.
- В память вечную будет праведник… / Г. Э. Щеглов // Могилевские Епархиальные Ведомости. – 2004. – № 1. – С. 10–13.
- Иконописное дело в Минской епархии в начале XX столетия / Г. Э. Щеглов // Минские Епархиальные Ведомости. – 2004. – № 2. – С. 61.
- Торжества в Петрикове / Г. Э. Щеглов // Ступени. – 2004. – № 1. – С. 24.
- Протоиерей Василий Завитневич / Г. Э. Щеглов // Минские Епархиальные Ведомости. – 2003. – № 4. – С. 63–66.
- Летописец Минской Духовной Семинарии / Г. Э. Щеглов // Ступени. – 2004. – № 2. – С. 32–33.
- Одиссей из Белой Руси / Г. Э. Щеглов // Ступени. – 2004. – № 3. – С. 39–41.
- Белорусские особенности / Г. Э. Щеглов // Ступени. – 2004. – № 4. – С. 45.
- К истории описания и публикации документов архива западнорусских униатских митрополитов / Г. Э. Щеглов // Вестник ПСТБУ. – 2004. – № 3. – С. 206–221.
- История Бытчанской Свято-Троицкой церкви / Г. Э. Щеглов // Минские Епархиальные Ведомости. – 2005. – № 1. – С. 63–66.
- Русская Православная Церковь в годы первой мировой войны / Г. Э. Щеглов // Материалы X международных Кирилло-Мефодиевских чтений, посвященных дням славянской письменности и культуры. Ч. 1. – Минск: «Ковчег», 2005. – С. 173–179.
- С оружием в руках / Г. Э. Щеглов // Ступени. – 2005. – № 1. – С. 32.
- Церковь и Первая мировая война // Ступени. – 2005. – № 1. – С. 33–35.
- Епископ Климент (Верниковский) / Г. Э. Щеглов // Ступени. – 2005. – № 2. – С. 44–46.
- Из истории кодификации церковных законов в России / Г. Э. Щеглов // Церковь и время. – 2005. – № 2. – С. 212–223.
- Архив западнорусских униатских митрополитов и история его описания / Г. Э. Щеглов // Архивы Русской Православной Церкви: Пути из прошлого в настоящее: (Труды Историко-архивного института. Т. 36). М.: Рос. гос. гуманит. ун-т, 2005. – С. 46–58.
- Из истории издания творений святителя Кирилла Туровского в XIX веке / Тысячелетие Туровской епархии (Материалы XI Минских епархиальных чтений 24 июня 2005 года, посвященные 1000-летию Туровской епархии) // Вестник Белорусского Экзархата. – 2005. – Т. 4. – С. 74–81.
- Делегация Высшего церковного управления и церковные архивы в первые годы после Октябрьской революции / Г. Щеглов, А. Ионов // Церковно-исторический вестник. – 2004. – № 11. – С. 149–159.
- Архив Александро-Невской Лавры и история его описания / Г. Э. Щеглов // Макарьевские чтения (г. Горно-Алтайск). – 2005. – С. 131–136.
- Народная Академия (Из истории церковной благотворительности в России) / Г. Э. Щеглов // Материалы XI международных Кирилло-Мефодиевских чтений, посвященных дням славянской письменности и культуры. – Минск: «Ковчег», 2006. – С. 57–67.
- Архивы Высшего Церковного Управления в первые годы после октябрьской революции 1917 г. / Г. Э. Щеглов // Исторический поиск Беларуси (альманах). – Минск, 2006. – С. 203–230.
- Два архива. О судьбе архивов Поместного Собора Русской Православной Церкви 1917–1918 гг. и Московской духовной семинарии / Г. Э. Щеглов // Вестник архивиста: Информационный бюллетень Рос. общество историков-архивистов. – 2006. – № 2–3 (92–93). – С. 403–412.
- Единство православных славян и Русская Православная Церковь во время Первой мировой войны / Г. Э. Щеглов // Единство Православных Славян. Книга 1. – Восточное Сараево: изд. Философского ф-та, 2006. – С. 95–106 (на сербском языке).
- Неизвестный юбилей / Г. Э. Щеглов // Труды Минской Духовной Академии. – 2007. – № 5. – С. 140–147.
- Роль православно-духовного сословия в научно-культурном развитии Беларуси / Г. Э. Щеглов // Православие в духовной жизни Беларуси: сб. материалов междунар. науч.-практ. конф., Брест, 25–26 апр. 2007 г. – Брест: Изд. БрГУ, 2008. – С. 279–284.
- Степан Григорьевич Рункевич (1867–1924) и его вклад в археографию / Г. Э. Щеглов // Беларусь: государство, религия, общество: материалы Междунар. науч.-практич. конф. (Минск–Жировичи, 7 июня 2007). – Минск: Белорус. наука, 2008. – С. 272–275.
- Священномученик Владимир Зубкович (1863–1938) / Г. Э. Щеглов // Труды Комиссии по канонизации в Белорусской Православной Церкви. Выпуск 1 (2006–2010). – Жировичи, 2010. – С. 43–51.
- Автономия Белорусской Православной Церкви 1922 года / Вступ. статья, публикация и примечания Г. Э. Щеглова // Вестник ПСТГУ II: История. История Русской Православной Церкви. – 2011. – Вып. 3 (40). – С. 99–116.
- Минск 1914-го / диакон Гордей Щеглов // In Your Pocket. – 2112. – Вып. 2. – С. 47–50.
- Федор Михайлович Морозов и его роль в организации Музейного городка на территории Киево-Печерской Лавры / диакон Гордей Щеглов // Труди Киïвськоï Духовноï Академіï. – 2012. – № 17. – С. 325–344.
- Жертвы польского восстания 1863–1864 годов / диакон Гордей Щеглов // Русский Сборник: исследования по истории России / ред.-сост. О. Р. Айрапетов, Мирослав Йованович, М. А. Колеров, Брюс Меннинг, Пол Чейсти. Том XV. – М.: Модест Колеров, 2013. – С. 224–246.
- Страдания православного духовенства в дни польского восстания 1863–1864 гг. / иерей Гордей Щеглов // ΧΡΟΝΟΣ. – 2013. – № 1. – С. 33–48.
- Мученики и мучители. Страдания православного духовенства во время польского восстания 1863–1864 годов / иерей Гордей Щеглов // Беларуская думка. – 2013. – № 5. – С. 72–78.
- Католический прозелитизм в Белоруссии 50-х – начала 60-х годов XIX столетия / иерей Гордей Щеглов // VI Международные Свято-Михайловские Чтения «Православие и современность. 400-летие явления Крупецкой иконы Божией Матери: свидетельства о стоянии народа белорусского в вере». 21–23 ноября 2012 г. Сборник докладов. – Минск: Православное Братство в честь Святого Архистратига Михаила в г. Минске Минской епархии Белорусской Православной Церкви, 2013. – С. 178–184.
- Страх и тревога: страничка из жизни Минска 1915 года / иерей Гордей Щеглов // Неман. – 2013. – № 10. – С. 176–180.
- История дворянского рода Вахромеевых / А. Шумков, протоиерей Георгий Вахромеев, В. Неелов, А. Стецкевич-Чебоганов, иерей Гордей Щеглов. – Минск: Белорусская Православная Церковь, 2014. – 160 с.: цв. ил.
- Новые материалы к истории Русской Духовной Миссии в Иерусалиме. (Рец.: Шевелёва М., Витив Х., Шевелёв Д. Об одном эпизоде из истории миссии в Иерусалиме (по материалам архивного дела J15/2880 Центрального сионистского архива Израиля / иерей Гордей Щеглов // Цайтшрифт. 2014. Т. 9 (4). С. 177–191) // ΧΡΟΝΟΣ. – 2015. – № 2. – С. 187–188.
- Рец.: Миронов Андрей, священник. Противостояние: Минская епархия после выхода указа 17 апреля 1905 года «Об укреплении начал веротерпимости». Мн.: Братство в честь Святого Архистратига Михаила в г. Минске Минской епархии Белорусской Православной Церкви, 2015. 332 с. / иерей Гордей Щеглов // ΧΡΟΝΟΣ. – 2015. – № 2. – С. 189–191.
- Рец.: Лиходедов В. А., Пефтиев В. П. Святой равноапостольный князь Владимир. Мн.: Звязда, 2015. 176 с.: ил. / иерей Гордей Щеглов // ΧΡΟΝΟΣ. – 2015. – № 2. – С. 192–193.
- Знаменитый ученый-богослов из деревни Барань / иерей Гордей Щеглов // Православная жизнь на Борисовщине: история и современность / сост. А. Ф. Медельцов; под общ. ред. канд. богословия епископа Борисов. и Марьиногор. Вениамина; науч. ред. канд. богословия протоиерея Александра Вербило, д-р ист. наук А. Ю. Бендина. – Минск: Четыре четверти, 2015. – С. 78–82.
- Антониева Пустынь: страница истории Минской епархии (ХIХ — нач. ХХ в.) / Щеглов Г. Э. // ΧΡΟΝΟΣ : церковно-исторический альманах. — 2016. — № 3. — С. 40-49.
- Шауль Черниховский в годы Великой войны: минская эпопея  / иерей Гордей Щеглов // Цайтшрифт. – 2016. – Т. 10 (5). – С. 54–71.
- Археологические разыскания Ксенофонта Говорского близ Полоцка в 1852 г.  / иерей Гордей Щеглов  // Беларуская даўніна. – 2016. – Вып. 3. – С. 114–128.
- Некоторые замечания на книгу Д. Матвейчика о восстании 1863–1864 гг. Рец. на: Матвейчык, Д. Ч. Паўстанне 1863–1864 гадоў у Беларусі: нарыс баявых дзеянняў. – Мінск: Медысонт, 2013. – 122 с.: іл.  / иерей Гордей Щеглов // ΧΡΟΝΟΣ. – 2016. – № 4. – С. 151–164.
- Священник-белорус – георгиевский кавалер Русско-турецкой войны 1877–1878 годов  / иерей Гордей Щеглов // Ведомости Минской Митрополии. – 2018. – № 4 (146). – С. 46–50.
- Полковая Алексеевская церковь в Минске и ее настоятель / иерей Гордей Щеглов // "ΧΡΟΝΟΣ": церковно-исторический альманах = "ΧΡΟΝΟΣ": church-historical almanac. – 2018. – № 6. – С. 98–112.
- Приход храма Святителя Николая Чудотворца в Городище / священник Гордей Щеглов. – Минск: ВРАТА, 2019. – 20 с.: ил.
- Шауль Черниховский: «…Я люблю военный лазарет…» / иерей Гордей Щеглов // Артикль. – 2021. – № 51 (19). – С. 266–275.
- Смотрители Жировичского духовного училища (1845–1917) / иерей Гордей Щеглов // ΧΡΟΝΟΣ. Церковно-исторический альманах. – 2021. – № 9. – С. 61–86.
- Протоиерей Феодор Кривонос (1962–2021) (некролог) / иерей Гордей Щеглов // ΧΡΟΝΟΣ. Церковно-исторический альманах. – 2021. – № 9. – С. 167–169.
- «Муж святого труда»: семинарский учитель Фавст Варфоломеевич Прокопович (1842–1912) / священник Гордей Щеглов // Труды Минской духовной семинарии. – 2021. – № 1. – С. 47–83.
- Протоиерей Павел Богданович – строитель и первый настоятель Александро-Невской церкви на Минском военном кладбище / священник Гордей Щеглов // Ведомости Минской митрополии. – 2021. – № 11. – С. 53–62.
- Полковой священник Андрей Пашин – второй настоятель Александро-Невской церкви на минском Военном кладбище / священник Гордей Щеглов // Ведомости Минской митрополии. – 2022. – № 1. – С. 57–69.
- Приход храма Святителя Николая Чудотворца в деревне Городище: исторический очерк / священник Гордей Щеглов // Ведомости Минской митрополии. – 2022. – № 3. – С. 35–48.
- Ксенофонт Говорский : на пути к изданию «Вестника Западной России» / иерей Гордей Щеглов // ΧΡΟΝΟΣ. Церковно-исторический альманах. – 2022. – № 10. – С. 50–103.
- Аскет в миру: священник Иоанн Кушлянский / иерей Гордей Щеглов // Ведомости Минской митрополии. – 2023. – № 3. – С. 32–39.
- Консисторский секретарь Иван Савич: свидетель уходящей эпохи / иерей Гордей Щеглов // Ведомости Минской митрополии. – 2023. – № 8. – С. 32–45.
- К истории Киевецкого прихода Молодечненской епархии Минской митрополии / иерей Гордей Щеглов // Ведомости Минской митрополии. – 2023. – № 10. – С. 44–50.
- Протоиерей Петр Тарнава-Боричевский – настоятель Борисовского Воскресенского собора (1806–1820) / иерей Гордей Щеглов // Ведомости Минской митрополии. – 2024. – № 3. – С. 37–49.
- Ксенофонт Говорский: на пути к изданию «Вестника Западной России». Витебский период (1856–1861) / иерей Гордей Щеглов // ΧΡΟΝΟΣ. Церковно-исторический альманах. – 2023. – № 11. – С. 68–133.
- Ксенофонт Говорский : на пути к изданию «Вестника Западной России». Петербургский период (1861–1862) / иерей Гордей Щеглов // ΧΡΟΝΟΣ. Церковно-исторический альманах. – 2024. – № 1 (12). – С. 52–84.